# لیشنیتسه
لیشنیتسه (به چکی: Lišnice) یک منطقهٔ مسکونی در جمهوری چک است که در ناحیه موست واقع شده‌است. لیشنیتسه ۸٫۵۳ کیلومتر مربع مساحت و ۲۰۰ نفر جمعیت دارد و ۲۲۳ متر بالاتر از سطح دریا واقع شده‌است.